# 嘉納履正
嘉納 履正（かのう りせい、1900年〈明治33年〉11月25日 - 1986年〈昭和61年〉1月13日）は、講道館第3代館長（1946年 - 1980年）・全日本柔道連盟初代会長（1949年 - 1980年）。嘉納治五郎の次男。第二次世界大戦後の日本の柔道の存続・再編組織化・発展に尽力するとともに、国際柔道連盟の会長も務めるなど、国際的な普及に貢献した。

## 経歴
東京都出身。嘉納治五郎の次男として生まれた。國學院大學卒業。宮内省図書寮御用掛を務めたのち:44、講道館理事となる。
1946年11月、講道館2代目館長の南郷次郎が病気により辞職すると、第3代館長に就任:44（1980年まで）。文部省や柔道界が学校での柔道教育の復活をめざして占領当局とおこなった折衝の一環を担った:44。
また、1946年10月に大日本武徳会が解散したが、旧武徳会の段位を講道館の段位として承認するなど、事態の収拾にあたった:44。1948年、講道館主催で全日本柔道選手権大会を開催:44。1949年、全日本柔道連盟（全柔連）が組織されると、初代会長に就任（1980年まで）。
全柔連が国際柔道連盟に加盟した1952年から1965年まで同連盟の会長を務めた。
国際柔道連盟会長在任中の1956年より世界柔道選手権大会を誕生させた。また1960年にアベリー・ブランデージIOC会長及び東京オリンピック組織委員会に請願書を送り、1964年の東京オリンピックで柔道を正式種目とすることに成功している。
なお柔道を組織面で整備し国際的な普及に貢献した履正であるが、自身は実際に柔道を学んだことはない。
実兄の竹添履信は洋画家。履正の長男である嘉納行光も講道館館長、全日本柔道連盟会長を務めている。
永昌寺境内には履正による「講道館柔道発祥之地」の石碑が残っている。

## 著書
- 『伸び行く柔道―戦後八年の歩み』（桐蔭堂書店、1954年）ASIN B000JB6TYQ
- 『写真解説講道館柔道』（大日本雄弁会講談社、1956年）